# Viluppuram (Distrikt)
Der Distrikt Viluppuram (Tamil: விழுப்புரம் மாவட்டம்; auch: Villupuram) ist ein Distrikt des indischen Bundesstaates Tamil Nadu. Verwaltungszentrum des Distrikts ist die namengebende Stadt Viluppuram. Der Distrikt Viluppuram hat eine Fläche von 7.194 Quadratkilometern und rund 3,5 Millionen Einwohner (Volkszählung 2011).

## Geografie

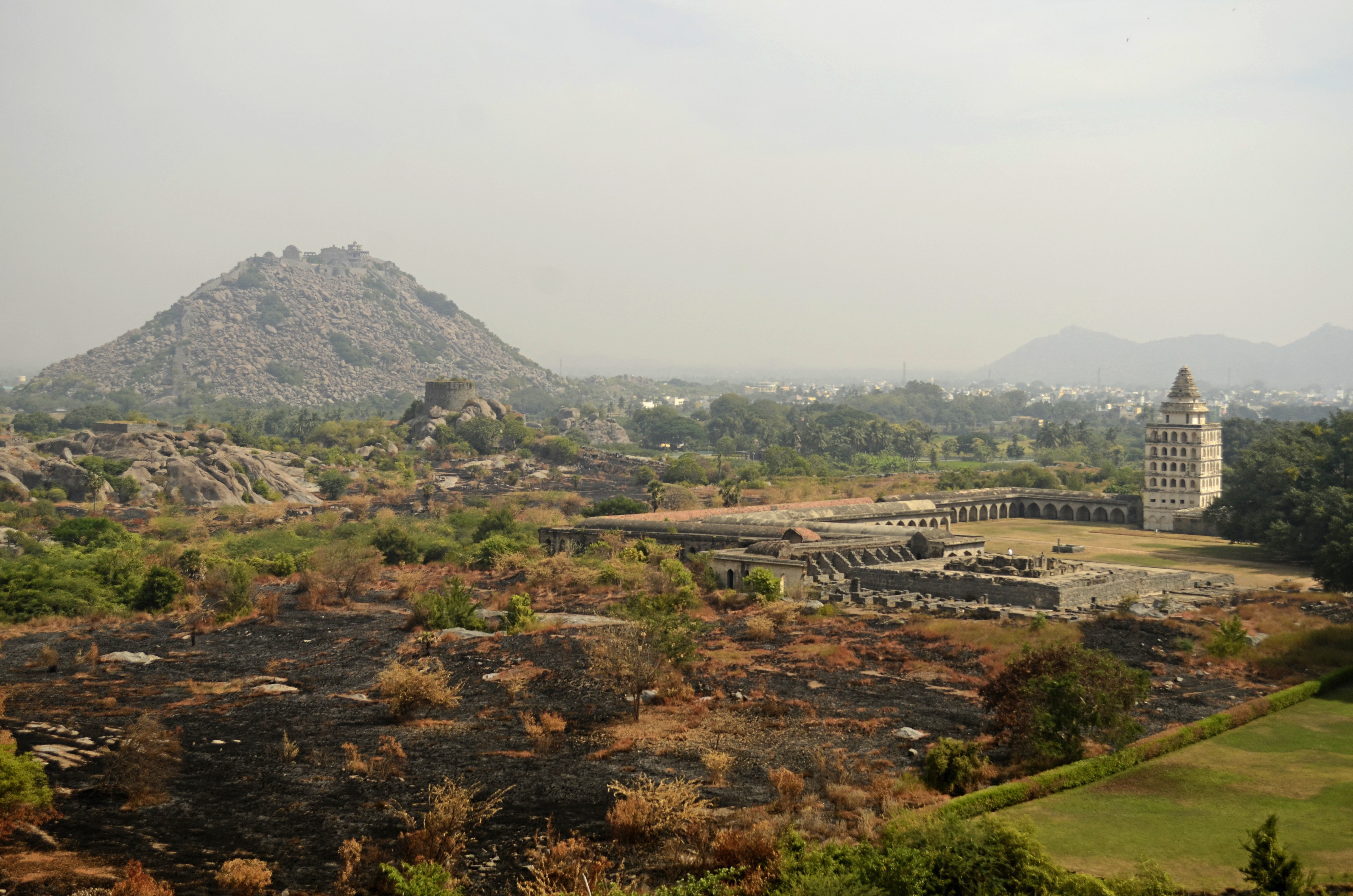
Blick vom Fort Gingee

Der Distrikt Viluppuram liegt im Nordosten Tamil Nadus. Nachbardistrikte sind Cuddalore im Süden, Kallakurichi im Südwesten, Tiruvannamalai im Nordwesten und Westen, Chengalpattu im Nordosten sowie der Distrikt Puducherry des gleichnamigen Unionsterritoriums im Osten. Außerdem hat der Distrikt im Osten mit etwa 36 Kilometer Küstenlänge Anteil an der Koromandelküste am Golf von Bengalen.
Der größte Teil des Distriktgebiets gehört zur flachen Küstenebene. Durch den Distrikt Viluppuram fließen mehrere Flüsse, deren größter der Ponnaiyar ist, der auch einen Teil der südlichen Distriktgrenze markiert. Kleinere Flüsse sind der Tondi und der Gingee (oder Sankarapani, im Unterlauf: Varahanadhi).
Im Distrikt Viluppuram herrscht ein wechselfeuchtes Tropenklima vor. Die Jahresmitteltemperatur in Viluppuram beträgt 28,4 °C, das Jahresmittel des Niederschlages liegt bei 1.046 mm. Die meisten Niederschläge fallen während des Nordostmonsuns zwischen Oktober und Dezember. Auch während des Südwestmonsuns zwischen Juli und September kommt es zu verstärkten Regenfällen.

## Geschichte

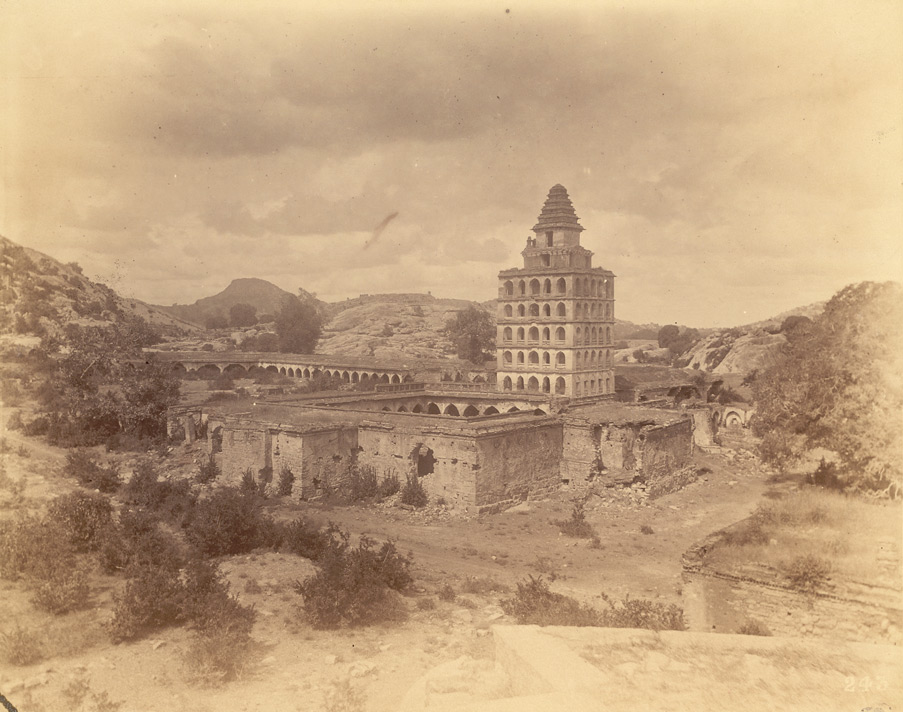
Das Fort von Gingee (Ansicht von 1894) war über Jahrhunderte das Machtzentrum der Region.

Das Gebiet des heutigen Distrikts Viluppuram stand im Laufe seiner Geschichte unter der Herrschaft wechselnder Herrschaftsdynastien, darunter der Chola, der Pandya, der Hoysala und des Vijayanagar-Reiches. Die Könige von Vijayanagar setzten Anfang des 16. Jahrhunderts in Gingee Militärstatthalter (Nayaks) ein. Nach dem Fall des Vijayanagar-Reiches im Jahr 1565 machten sich die Nayaks von Gingee selbstständig. Mitte des 17. Jahrhunderts wurden sie aber durch das Sultanat Bijapur besiegt, dem wiederum die Marathen und die Nawabs von Arcot folgten. Im 18. Jahrhundert geriet das Gebiet in die Einflusssphäre der Kolonialmächte Großbritannien und Frankreich, die in den Karnatischen Kriegen um die Vorherrschaft in Südindien rangen.
Als der Nawab von Arcot 1801 seine Besitzungen an die Britische Ostindien-Kompanie abtrat, gliederten die Briten das Gebiet von Viluppuram als Teil des Distrikts South Arcot in die Präsidentschaft Madras ein. Nach der indischen Unabhängigkeit 1947 kam South Arcot zum Bundesstaat Madras, der 1956 nach den Sprachgrenzen des Tamil neu formiert und 1969 in Tamil Nadu umbenannt wurde. Am 30. September 1993 wurde der Distrikt South Arcot in die Distrikte Viluppuram und Cuddalore geteilt. Vom entstandenen, 7245,91 Quadratkilometer großen Distrikt Villupuram wurde am 12. November 2019 der neue Distrikt Distrikt Kallakurichi abgespalten, wodurch sich die Fläche des Distrikts Villupuram auf 3715,33 Quadratkilometer reduzierte.

## Bevölkerung

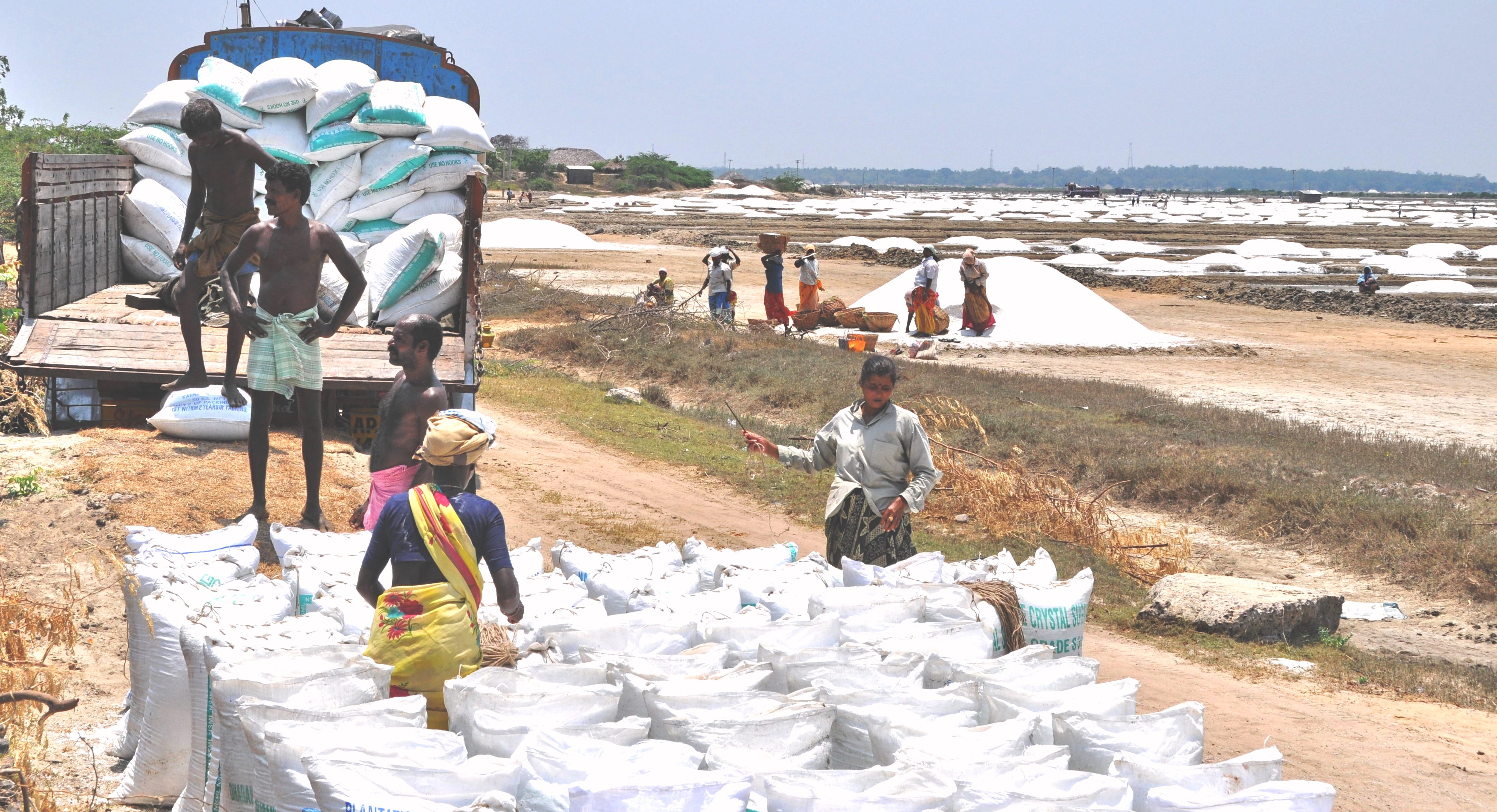
Salzproduktion in Marakkanam

Der Distrikt in seinen Grenzen ab 2019 hatte bei der Volkszählung 2011 2.085.790 Einwohner. Die Bevölkerungsdichte lag mit 561 Einwohnern pro Quadratkilometer ungefähr im Durchschnitt Tamil Nadus (555 Einwohner pro Quadratkilometer). Ansonsten sind derzeit (2022) wenige statistische Informationen zum Distrikt in seinen Grenzen ab 2019 öffentlich verfügbar.

## Sehenswürdigkeiten
Die Distrikthauptstadt Viluppuram ist ein Verkehrsknotenpunkt ohne nennenswerte Sehenswürdigkeiten. Von touristischem Interesse ist dagegen das 45 Kilometer nördlich gelegene Gingee mit dem Fort Gingee. Die Festung wurde im 15./16. Jahrhundert unter den Nayaks anstelle einer älteren Festung aus der Chola-Zeit erbaut. Der Festungskomplex erstreckt sich über drei Hügel und umfasst eine Fläche von elf Quadratkilometern. Innerhalb des Komplexes finden sich die Ruinen von Palastbauten, Tempeln und Moscheen aus der Zeit der wechselnden Herrscherdynastien.

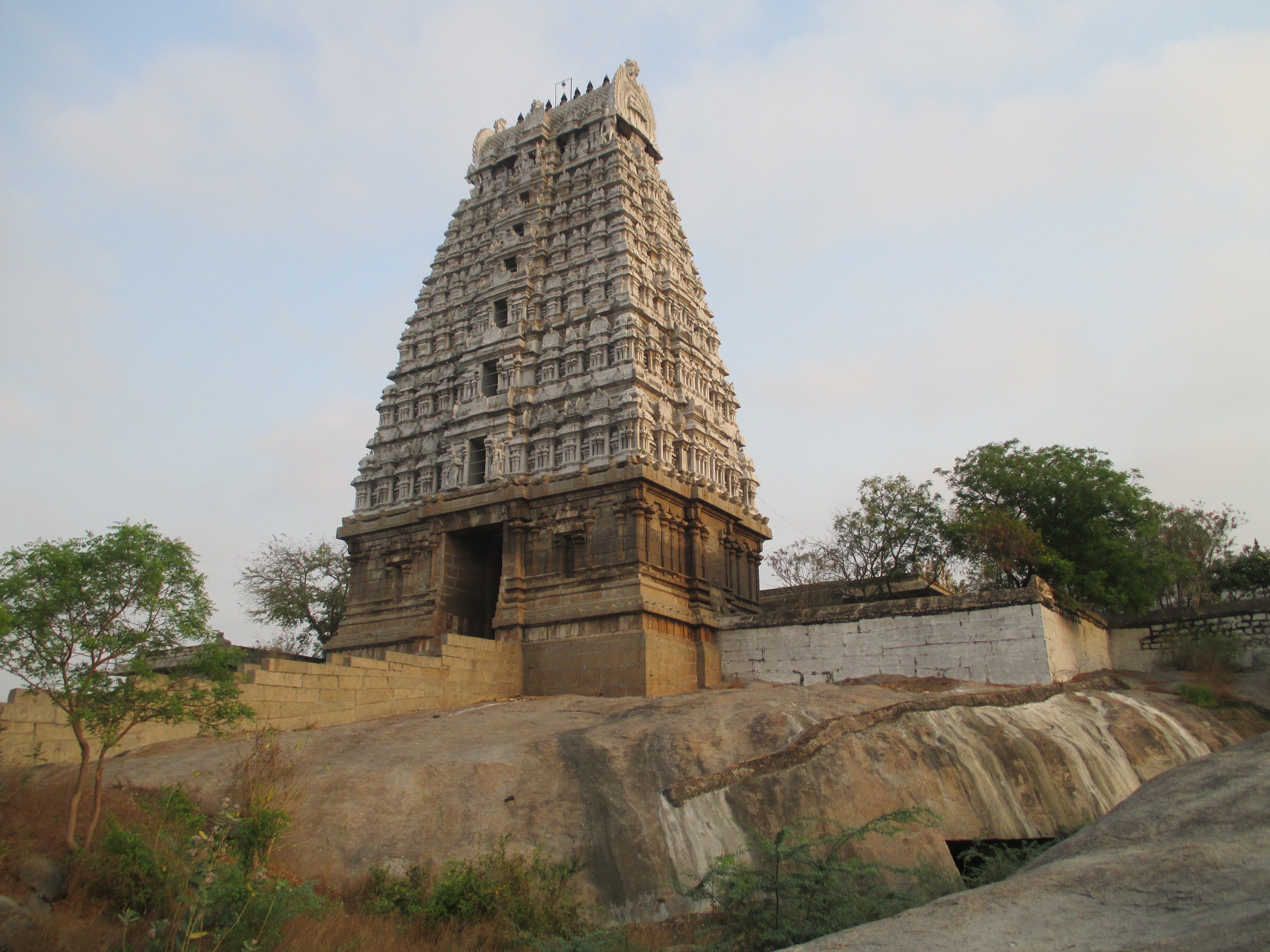
Der Tempel von Arakandanallur ist einer der zahlreichen Hindu-Tempel im Distrikt Viluppuram.

Im Distrikt Viluppuram befinden sich zahlreiche wichtige Hindu-Tempel. In Tirukkoyilur finden sich zwei große Heiligtümer, der vishnuitische Ulagalantha-Perumal-Tempel und der shivaitische Veeratteswarar-Tempel. Der Ulagalantha-Perumal-Tempel gehört zu den 108 heiligen Orten des tamilischen Vishnuismus (Divya Desams). Kunstgeschichtlich bedeutsam sind die aus der Pallava-Zeit stammenden Tempel in Mandagapattu und Panamalai.
Ebenfalls im Distrikt  Viluppuram nördlich von Puducherry liegt die Modellstadt Auroville. Das utopistische Wohnprojekt wurde 1968 von Mitgliedern des Sri Aurobindo Ashrams unter Führung von Mira Alfassa („Der Mutter“) gegründet und ist heute Heimat für rund 2.000 Bewohner aus aller Welt. Im Zentrum Aurovilles steht das Matrimandir („Tempel der Mutter“), ein futuristisch anmutendes Bauwerk in Form einer goldenen, sphärisch abgeflachten Kugel, das als Ort der Meditation und Kontemplation dient.
Beim Ort Thiruvakkarai gibt es den Nationalen Fossilen-Waldpark, einen Geopark, in dem etwa 200 versteinerte, ungefähr 20 Millionen Jahre alte Bäume zu sehen sind.

## Verwaltungsgliederung
Der Distrikt Viluppuram war 2022 in neun Taluks (Subdistrikte) gegliedert: Viluppuram, Vikkiravandi, Vanur, Kandachipuram, Thiruvennainallur, Tindivanam, Gingee, Marakkanam und Melmalaianur.

## Städte
Im Distrikt Viluppuram in den Grenzen ab 2019 gab es 2011 es zwei Städte mit eigener Stadtverwaltung (Municipalities), sechs nach dem Panchayat-System verwaltete Kleinstädte (Town Panchayats) und eine Zensusstadt (Census Town). Angegeben ist die Einwohnerzahl nach der Volkszählung 2011.
Municipalities
- Tindivanam (72.796)
- Viluppuram (96.253)

Town Panchayats
- Ananthapuram (6.892)
- Arakandanallur (5.713)
- Gingee (27.045)
- Kottakuppam (31.726)
- Marakkanam (22.034)
- Vikravandi (12.022)

Zensusstadt
- Salamedu (20.854)